# 乌木 (植物)
乌木是柿树属的一种植物，分布于印度南部、斯里兰卡、安达曼群岛和尼科巴群岛。其木材与其他几种柿树属植物的木材统称乌木或黑檀木，是一种名贵木材。